# Reprezentacja Malezji w piłce wodnej mężczyzn
Reprezentacja Malezji w piłce wodnej mężczyzn – zespół, biorący udział w imieniu Malezji w meczach i sportowych imprezach międzynarodowych w piłce wodnej, powoływany przez selekcjonera, w którym mogą występować wyłącznie zawodnicy posiadający obywatelstwo malezyjskie. Za jej funkcjonowanie odpowiedzialny jest Malezyjski Związek Pływacki (ASUM), który jest członkiem Międzynarodowej Federacji Pływackiej.

## Historia
W 1966 reprezentacja Malezji rozegrała swój pierwszy oficjalny mecz na igrzyskach azjatyckich.

## Udział w turniejach międzynarodowych

### Igrzyska olimpijskie
Reprezentacja Malezji żadnego razu nie występowała na Igrzyskach Olimpijskich.

### Mistrzostwa świata
Dotychczas reprezentacji Malezji żadnego razu nie udało się awansować do finałów MŚ.

### Puchar świata
Malezja żadnego razu nie uczestniczyła w finałach Pucharu świata.

### Igrzyska azjatyckie
Malezyjskiej drużynie 2 razy udało się zakwalifikować na Igrzyska azjatyckie. W 1966 zajęła najwyższe 4. miejsce.